# NGC 5598
NGC 5598 is een lensvormig sterrenstelsel in het sterrenbeeld Ossenhoeder. Het hemelobject werd op 29 april 1788 ontdekt door de Duits-Britse astronoom William Herschel.

## Synoniemen
- UGC 9209
- MCG 7-30-4
- ZWG 220.7
- PGC 51354